# Абрахамссон, Карл
Карл Густав Эмануэль «Калле-Абер» Абрахамссон (швед. Carl Gustaf Emanuel "Calle Aber" Abrahamsson; 1 мая 1896, Сёдертелье — 25 декабря 1948, там же) — шведский легкоатлет, игрок в хоккей с шайбой и хоккей с мячом, хоккейный тренер.
В лёгкой атлетике Карл выиграл 28 соревнований на региональном уровне, участвовал в Балтийских играх 1914 в Мальмё.
Был отмечен знаком отличия Stor Grabb.
В 1930 году женился на шведской писательнице Авроре Нильссон.
В 1935 году Калле-Абер Абрахамссон перешёл на тренерскую работу в «Сёдертелье». С 1926 по 1939 год он был заместителем президента Шведского хоккейного союза, с 1927 по 1936 год — президентом клуба «Сёдертелье».
В 1948 году Абрахамссон умер от сердечного приступа. 17 мая 2012 года введён в Шведский хоккейный зал славы.